# بيل ويزلي
ويليام آرثر «بيل» ويزلي (بالإنجليزية: William Arthur "Bill" Weasley) هو شخصية خيالية وردت في سلسلة هاري بوتر القصصية.
ويليام هو الابن الأكبر لآرثر ومولي ويسلي. ولد في يوم 29 نوفمبر 1970. بيل كان عريفاً كما كان رئيس الطلاب عندما كان في هوغورتس، وحصل على 12 درجة ممتاز في سنته الخامسة. بعد ذلك، اشتغل بيل في بنك غرينغوتس في مصر ككاسر للتعاويذ.
في أول ظهور له، في هاري بوتر وكأس النار، وصفته الكاتبة بأنه شاب وسيم، لديه شعر أحمر طويل يمسكه على هيئة ذيل حصان، ويضع حلقاً في أذنه على شكل ناب. والوحيدة التي لم يكن يعجبها مظهر بيل كانت السيدة ويزلي. في دورة السحر الثلاثية عندما جاء بيل مع والدته لزيارة هاري، فلورا ديلاكور كانت تنظر إليه باهتمام بالغ. في هاري بوتر وجماعة العنقاء، بيل عاد لبريطانيا ليكون مع الجماعة، وفلور أصبحت موظفة في بنك غريغوتس، والتقى بها بيل وأصبح يعطيها دروساً «لتحسين لغتها الإنجليزية». بعد سنة من هذه العلاقة، ارتبط الاثنان وأحضر بيل خطيبته إلى المنزل لتتعرف على العائلة.
قاتل بيل في معركة هوغورتس الأولى في هاري بوتر والأمير خليط الدم، وهاجمه المستذئب فينرير جريباك ولكن لحسن الحظ لم يتحول بيل إلى مستذئب لأن جريباك كان في صورته الآدمية، بالرغم من أنه أصبح يحب اللحم النيء كما أن وجهه جرح بشدة.
في بداية هاري بوتر ومقدسات الموت، بيل وفلور أقاما عرسهما في 1 أغسطس، ولكن العرس أفسد عندما استولى لورد فولدمورت على وزارة السحر وقتل الوزير في ذلك اليوم. لاحقاً، استقبل بيل وفلور كل من هاري، رون، هيرمايني، دين توماس، لونا لوفجود، السيد أوليفاندر وجريفوك في بيتهما بعد أن هرب هؤلاء من بيت مالفوي. قاتل كل من بيل وفلور مع جماعة العنقاء في معركة هوغورتس الثانية ونجا الاثنان، ولاحقاً أنجبا ثلاثة أطفال: فيكتوار، دومينيك ولويس.
الممثل ريشارد فيش ظهر في دور بيل في صورة عائلة ويزلي في هاري بوتر وسجين أزكابان.